# Kościół św. Floriana w Szklarni
Kościół pw. św. Floriana w Szklarni – zabytkowy kościół wybudowany w miejscowości Szklarnia (województwo dolnośląskie).

## Historia
Barokowy kościół filialny parafii św. Marcina w Roztokach zbudowany w drugiej połowie XVIII w., kryty dachem dwuspadowym zakończonym półkoliście z wieżą na planie kwadratu zwieńczoną hełmem.